# Корабомоделизъм
Корабомоделизмът е научно-техническа и спортно състезателна дисциплина за изучаването устройството и изработването на корабите и изработване на състезателни корабни модели.

## История
От 1946 година в България корабомоделизмът се развива организирано от Народния морски съюз. Първите ръководители на новата спортна дисциплина са флотските офицери Протаси Пампулов и Стефан Цанев.
Първата морскомоделна лаборатория (ЦММЛ) е създадена през 1954 г. в гр. Варна с ръководител Владимир Кондов.
През 1957 година е учредена Републиканска секция по корабомоделизъм (РСКМ), а по-късно, през 1972 година – „Българска федерация по корабомоделизъм“ (БФК).
Първото републиканско състезание по корабомоделизъм се провежда на 16 септември 1951 година на езерото в Борисовата градина в София. Първото международно състезание, в което участват български корабомоделисти, е в гр. Шверин (ГДР) през 1955 година.
Българската федерация по корабомоделизъм е приета за член на Европейската корабомоделна федерация НАВИГА през 1964 година.
Първото участие в Европейско първенство на български състезатели по корабомоделен спорт е в гр. Катовице – Полша от 17 до 22 август 1965 година.
През 1977 г. Европейската корабомоделна федерация НАВИГА прераства в Световна спортна организация по корабомоделизъм и корабомоделен спорт, на която БФКС е член-основател.
От 23 до 31 август 1979 г. в Дуисбург (ФРГ) се провежда първото Световно първенство за моторни корабни модели, в което участват и български състезатели.

## Секции
В БФКС съществуват 8 секции, които обединяват различните видове (класове) корабни модели:
1. Секция „А/В“ – кордови скоростни модели;
2. Секция „С“ – настолни корабни модели;
3. Секция „М“ – скоростни радиоуправляеми модели;
4. Секция „FSR“ – скоростни радиоуправляеми модели;
5. Секция „F-5“ – радиоуправляеми ветроходни яхти;
6. Секция „NS“ – радиоуправляеми копия;
7. Секция „F6/7“ – програмни модели;
8. Секция „NSS“ – ветроходни кораби.

## Класификация на корабните модели

### Класове „А/В“ – кордови скоростни модели
| Подклас | Вид модел                                    | Двигател                                                  | Акумулатори | Допълнителна информация | Снимки |
| ------- | -------------------------------------------- | --------------------------------------------------------- | ----------- | ----------------------- | ------ |
| А-1     | Кордови скоростни модели с гребен воден винт | Двигател с вътрешно горене и обем на двигателя до 3,5 см³ | -           | -                       |        |
| А-2     | Кордови скоростни модели с гребен воден винт | Двигател с вътрешно горене и обем на двигателя до 6,5 см³ | -           | -                       |        |
| А-3     | Кордови скоростни модели с гребен воден винт | Двигател с вътрешно горене и обем на двигателя до 10 см³  | -           | -                       |        |
| В-1     | Кордови скоростни модели с въздушно витло    | Двигател с вътрешно горене и обем на двигателя до 2,5 см³ | -           | -                       |        |

### Класове „С“ – настолни корабни модели
| Подклас | Вид модел                                      | Двигател               | Акумулатори | Допълнителна информация | Снимки |
| ------- | ---------------------------------------------- | ---------------------- | ----------- | --- | ------ |
| С-1     | Модели на ветроходни кораби                    | Без машинно задвижване | -           | Кораби с допълнително машинно задвижване като спомагателна сила, ако основно се задвижват със силата на вятъра. Гребни кораби като: галери, триери, гондоли, малки плавателни съдове и т.н. При това се дава пълна свобода за изпълнение със или без платна. |        |
| С-2     | Модели на кораби                               | С машинно задвижване   | -           | Това са кораби и лодки изключително с машинно задвижване, включително влекачи или тласкачи. Тук спадат и рибарски съдове, които ловуват с т.нар. опорни (подвижни) платна. |        |
| С-3     | Модели на корабни съоръжения или корабни части | Без машинно задвижване | -           | Модели на корабни съоръжения или корабни части, които се разглеждат като корабна секция, с малка част от палубата или части от корабния корпус. Тук спадат корабни съоръжения като подемни макари (лебедки), кнехтове, лодки с лодбалки, кранове шпилове и т.н. Корабни модели сценични изображения, пристанищни и корабостроителни съоръжения. Поредици в развитието, състоящи се от минимум три модела или моделни части, плавателни съоръжения и др. Диорами (без мащабно ограничение). -С-3-А- Пристанищни и корабостроителни съоръжения, докове, шлюзове и други подобни. Диорами (без мащабно ограничение). -С-3-В- Кораби от естествено дърво. -С-3-D- Корабни части, корабни съоръжения, напречни и надлъжни разрези, изрези и други подобни. |        |
| С-4     | Миниатюрни модели                              | Без машинно задвижване | -           | Модели от класовете С-1 до С-3 в мащаб 1:250 и по-дребни. -С-4-А- Ветроходни кораби / аналог на клас С-1 / -С-4-В- Моторни кораби / аналог на клас С-2 / -С-4-D- Поредици в развитието от ветроходни или моторни кораби, състоящи се от минимум три модела. |        |
| С-5     | Бутилкови модели                               | Без машинно задвижване | -           | Всички корабни модели, които са поставени в стъклени бутилки, в ампули или стъклен съд |        |
| С-6     | Пластмасови модели.                            | Без машинно задвижване | -           | -С-6-А- Пластмасови модели от шприцовани материали от търговското производство, без значителни промени -С-6-В- Пластмасови модели от шприцовани под налягане материали. Разрешени са всякакви промени и прилагане на други материали. В случая се прилага строителна документация, но данните за пластмасовия модел трябва да са спазени. |        |
| С-7     | Картонени и хартиени модели.                   | Без машинно задвижване | -           | -С-7-А- Картонени модели, събрани от обичайна търговска хартия. Разрешени са добавъчни вътрешни укрепления от картон. По-значителни изменения не са позволени. -С-7-В- Картонени модели, събрани от обичайната търговска хартия. Разрешени са всякакви промени с прилагане на други материали. |        |

### Класове „М“ – скоростни радиоуправляеми модели
| Подклас         | Вид модел                                                                     | Двигател                                                  | Акумулатори | Допълнителна информация                                                                    | Снимки |
| --------------- | ----------------------------------------------------------------------------- | --------------------------------------------------------- | --- | ------------------------------------------------------------------------------------------ | ------ |
| F1V-3,5         | Скоростен радиоуправляем модел с воден винт                                   | Двигател с вътрешно горене с обем на двигателя до 3,5 см³ | - | -                                                                                          |        |
| F1V-7,5         | Скоростен радиоуправляем модел с воден винт                                   | Двигател с вътрешно горене с обем на двигателя до 7,5 см³ | - | -                                                                                          |        |
| F1V-15          | Скоростен радиоуправляем модел с воден винт                                   | Двигател с вътрешно горене с обем на двигателя до 15 см³  | - | -                                                                                          |        |
| F1E-1 kg        | Скоростен радиоуправляем модел с воден винт.                                  | Електродвигател до 42 V                                   | - | Тегло на модела до 1 kg                                                                    |        |
| F1E+1 kg        | Скоростен радиоуправляем модел с воден винт.                                  | Електродвигател до 42 V                                   | - | Тегло на модела над 1 kg                                                                   |        |
| F-3-V           | Радиоуправляем модел за фигурен курс с воден винт                             | Двигател с вътрешно горене                                | - | -                                                                                          |        |
| F-3-E           | Радиоуправляем модел за фигурен курс с воден винт                             | Електродвигател до 42 V                                   | - | -                                                                                          |        |
| ECO-Expert      | Радиоуправляем модел за групови гонки                                         | Електродвигател-свободна конктрукция                      | NiMH 7 клетки sub C, LiPo max. 280 g / 2s1p или 2s2p /                                                                                     | Минимално тегло: 1000 гр. Времетраене на гонките: 6 минути.                                |        |
| ECO-Standart    | Радиоуправляем модел за групови гонки                                         | Колекторен мотор 520-540-триполюсен                       | NiMH 7 клетки sub C LiPo max. 280 g / 2s1p или 2s2p /, LiFePo max. 6A123- /3s2p /                                                          | Минимално тегло: 1000 гр. Времетраене на гонките: 8 минути.                                |        |
| ECO-Start       | Радиоуправляем модел за групови гонки                                         | Капсулован колекторен ел. двигател SPEED 600              | NiMH 7 клетки sub C LiPo max. 280 g / 2s1p или 2s2p /, LiFePo max. 6A123- /3s2p /                                                          | Минимално тегло: 1000 гр. Времетраене на гонките: 6 минути. Пластмасов гребен винт К29 mm. |        |
| ЕCO-Team        | Отборен клас радиоуправляем модел за групови гонки                            | За съответните модели                                     | Три пакета акумулатори | С модели: Expert, Standart. Времетраене на гонките: 18 минути.                             |        |
| ECO-Mini Expert | Радиоуправляем модел за групови гонки                                         | Двигател-свободна конктрукция                             | NiMH 7 клетки 2/3 А LiPo max. 110 g / 2s1p или 2s2p /, LiFePo max. 3 клетки само от модела, А123 18650 или 2 клетки от модела, А123 26650. | Максимална дължина: 430 mm, минимално тегло: 450 гр. Времетраене на гонките: 5 минути.     |        |
| MONO 1          | Радиоуправляем еднокорпусен модел за групови гонки с полупотопяем воден винт  | Двигател: свободна конктрукция                            | NiMH 7 клетки sub C | Времетраене на гонките: 6 минути на овален полигон                                         |        |
| MONO 2          | Радиоуправляем еднокорпусен модел за групови гонки с полупотопяем воден винт  | Двигател: свободна конктрукция                            | NiMH 12 клетки sub C | Времетраене на гонките: 6 минути на овален полигон                                         |        |
| MONO 3          | Радиоуправляем еднокорпусен модел за групови гонки с полупотопяем воден винт  | Двигател: свободна конктрукция                            | NiMH 20 клетки sub C | Времетраене на гонките: 5 минути на овален полигон                                         |        |
| HYDRO 1         | Радиоуправляем многокорпусен модел за групови гонки с полупотопяем воден винт | Двигател: свободна конктрукция                            | NiMH 7 клетки sub C | Времетраене на гонките: 5 минути на овален полигон                                         |        |
| HYDRO 2         | Радиоуправляем многокорпусен модел за групови гонки с полупотопяем воден винт | Двигател: свободна конктрукция                            | NiMH 12 клетки sub C | Времетраене на гонките: 5 минути на овален полигон                                         |        |
| HYDRO 3         | Радиоуправляем многокорпусен модел за групови гонки с полупотопяем воден винт | Двигател: свободна конктрукция                            | NiMH 20 клетки sub C | Времетраене на гонките: 5 минути на овален полигон                                         |        |

### Класове „FSR“ – скоростни радиоуправляеми модели
| Подклас  | Вид модел                                           | Двигател                                                         | Акумулатори | Допълнителна информация                                                               | Снимки |
| -------- | --------------------------------------------------- | ---------------------------------------------------------------- | ----------- | ------------------------------------------------------------------------------------- | ------ |
| FSR-V3,5 | Радиоуправляем модел за групови гонки               | Двигател с вътрешно горене и обем на двигателя до 3,5 см³        | -           | Потопяем винт и времетраене на гонките 20 – 30 минути                                 |        |
| FSR-V7,5 | Радиоуправляем модел за групови гонки               | Двигател с вътрешно горене и обем на двигателя от 3,5 до 7,5 см³ | -           | Потопяем винт и времетраене на гонките 20 – 30 минути                                 |        |
| FSR-V15  | Радиоуправляем модел за групови гонки               | Двигател с вътрешно горене и обем на двигателя от 7,5 до 15 см³  | -           | Потопяем винт и времетраене на гонките 20 – 30 минути                                 |        |
| FSR-V35  | Радиоуправляем модел за групови гонки               | Двигател с вътрешно горене и обем на двигателя от 15 до 35 см³   | -           | Потопяем винт и времетраене на гонките 20 – 30 минути                                 |        |
| FSR-H3,5 | Радиоуправляем глисиращ хидромодел за групови гонки | Двигател с вътрешно горене и обем на двигателя до 3,5 см³        | -           | Полупотопен винт, състезаващ се на овален полигон за постигане на максимални скорости |        |
| FSR-H7,5 | Радиоуправляем глисиращ хидромодел за групови гонки | Двигател с вътрешно горене и обем на двигателя до 7,5 см³        | -           | Полупотопен винт, състезаващ се на овален полигон за постигане на максимални скорости |        |
| FSR-H15  | Радиоуправляем глисиращ хидромодел за групови гонки | Двигател с вътрешно горене и обем на двигателя до 15 см³         | -           | Полупотопен винт, състезаващ се на овален полигон за постигане на максимални скорости |        |
| FSR-O3,5 | Радиоуправляем офшорен модел за групови гонки       | Двигател с вътрешно горене и обем на двигателя до 3,5 см³        | -           | Полупотопен винт, състезаващ се на овален полигон за постигане на максимални скорости |        |
| FSR-O7,5 | Радиоуправляем офшорен модел за групови гонки       | Двигател с вътрешно горене и обем на двигателя до 7,5 см³        | -           | Полупотопен винт, състезаващ се на овален полигон за постигане на максимални скорости |        |
| FSR-O15  | Радиоуправляем офшорен модел за групови гонки       | Двигател с вътрешно горене и обем на двигателя до 15 см³         | -           | Полупотопен винт, състезаващ се на овален полигон за постигане на максимални скорости |        |
| FSR-O35  | Радиоуправляем офшорен модел за групови гонки       | Двигател с вътрешно горене и обем на двигателя до 35 см³         | -           | Полупотопен винт, състезаващ се на овален полигон за постигане на максимални скорости |        |

### Класове „F-5“ – радиоуправляемиветроходни яхти
| Подклас             | Вид модел                                    | Двигател | Акумулатори | Допълнителна информация | Снимки |
| ------------------- | -------------------------------------------- | -------- | ----------- | --- | ------ |
| F-5-E               | Радиоуправляема еднокорпусна ветроходна яхта | -        | -           | Дължина до 100 см, максимална дължина на кила 38 см, максимални и минимални размери на парусните стъкмявания. Разрешени за ползване само 2 радиоканала. |        |
| F-5-M- /Marblehead/ | Радиоуправляема еднокорпусна ветроходна яхта | -        | -           | Дължина на корпуса 127 см, обща ветрилна площ max. 5160 см²                                                                                             |        |
| F-5-10- /Tenrater/  | Радиоуправляема еднокорпусна ветроходна яхта | -        | -           | Дължината на водолинията е обратно пропорционална на ветрилната площ. Изчислява се по обмерна формула: LWL x S:122903 = max. 10 (състезателно число).   |        |

### Класове „NS“ – радиоуправляеми копия
| Подклас | Вид модел                                                              | Двигател | Акумулатори | Допълнителна информация | Снимки |
| ------- | ---------------------------------------------------------------------- | -------- | ----------- | --- | ------ |
| F2-A    | Радиоуправляеми мащабноправдиви копия на кораби                        | -        | -           | Без да са фабрично производство, с дължина на модела до 900 mm                                                               |        |
| F2-B    | Радиоуправляеми мащабноправдиви копия на кораби                        | -        | -           | Без да са фабрично производство, с дължина на модела от 900 до 1400 mm                                                       |        |
| F2-C    | Радиоуправляеми мащабноправдиви копия на кораби                        | -        | -           | Без да са фабрично производство, с дължина на модела от 1400 до 2500 mm                                                      |        |
| F4-A    | Радиоуправляем фабрично изработен пакетиран модел                      | -        | -           | Извършва само ходови изпитания, без стендова оценка                                                                          |        |
| F4-B    | Радиоуправляем фабрично изработен пакетиран модел                      | -        | -           | С доработка на детайлите и стендова оценка преди ходовите изпитания                                                          |        |
| F4-C    | Радиоуправляем фабрично изработен под високо налягане пластмасов модел | -        | -           | С доработка на надстройките и детайлите чрез прилагане на други материали и завършват със стендова оценка и ходови изпитания |        |

### Класове „F6/7“ – програмни модели
| Подклас | Вид модел                                                    | Двигател       | Акумулатори | Допълнителна информация                                     | Снимки |
| ------- | ------------------------------------------------------------ | -------------- | ----------- | ----------------------------------------------------------- | ------ |
| F-6     | Радиоуправляеми копия на корабни модели за групов маньовър   | -              | -           | -                                                           |        |
| F-7     | Радиоуправляеми копия на корабни модели за единичен маньовър | -              | -           | -                                                           |        |
| F-DS    | Радиоуправляеми копия на корабни модели                      | Парен двигател | -           | Задвижвани с гребен винт, странични колела или задно колело |        |

### Класове „NSS“ – ветроходни кораби
| Подклас | Вид модел                                                                    | Двигател | Акумулатори | Допълнителна информация                                | Снимки |
| ------- | ---------------------------------------------------------------------------- | -------- | ----------- | ------------------------------------------------------ | ------ |
| F-NSS-A | Радиоуправляеми ветроходи                                                    | -        | -           | С косо-бермудско стъкмяване                            |        |
| F-NSS-B | Радиоуправляеми ветроходи                                                    | -        | -           | С косо, гафелно и реечно стъкмяване (без прави платна) |        |
| F-NSS-C | Радиоуправляеми ветроходи                                                    | -        | -           | С право и други видове стъкмяване (например бермудско) |        |
| F-NSS-D | Радиоуправляеми многокорпусни ветроходни лодки и кораби с особено задвижване | -        | -           | -                                                      |        |